# Движение новых сил
«Движение новых сил» (укр. Рух нових сил Михайла Саакашвілі) — украинская политическая партия, лидером которой является Михаил Саакашвили. Идентификационный код юридического лица 39634331.
Координатор Совета партии с 30.05.2017 — Галабала Ольга Юрьевна.
Руководитель партии — Гаркуша Сергей Александрович.
Право подписи от лица партии с 30.05.2017 имеет также Давид Сакварелидзе.

## История
После отставки с должности председателя Одесской областной государственной администрации в ноябре 2016 года Михаил Саакашвили объявил о стремлении создать политическую силу, которая бы имела целью перезагрузки власти и смены правящих элит. 19 ноября Саакашвили объявил о начале формирования команды новой партии под названием «Движение новых сил».
23 февраля 2017 года Министерство юстиции Украины зарегистрировало «Рух новых сил» политической партией.
19 апреля 2017 года было объявлено об объединении Движения новых сил с партией «Воля». Впоследствии член Совета партии «Воля» Юрий Деревянко отметил:
«Эти партии близки по политическим и идеологическим принципам. Мы видим, что в обществе есть потребность, чтобы те политические силы, которые занимают про-украинские, патриотические, демократические позиции объединились. Ведь таких новых политических сил в стране есть несколько, и избиратели просто теряются кому отдавать поддержку»
В конце мая 2017 года «Рух новых сил» принял решение о переименовании партии в «Рух новых сил Михаила Саакашвили». Однако, по сообщению партии, Министерство юстиции отказало в регистрации изменений и одновременно зарегистрировало фальшивую политическую партию «Блок Михаила Саакашвили». По мнению самого Саакашвили, это было попыткой Администрации президента оттянуть голоса на предстоящих выборах, запутав электорат.
В октябре 2017 Комитет избирателей Украины подготовил обращение к Национальному агентству по предупреждению коррупции с просьбой проверить деятельность 21 партии, среди которых и «Движение новых сил» и «Наша Украина» из-за наличия признаков теневого финансирования. Причиной для инициирования проверки «Движения новых сил» стало отсутствие на сайте Агентства отчетности за второй квартал 2017 года.
8 декабря 2017 Национальная полиция Украины задержала Михаила Саакашвили, после чего тот был помещён в следственный изолятор. 10 декабря 2017 года сторонники «Движения новых сил» организовали акцию «Марш за импичмент», с требованием освобождения Саакашвили и отставки Петра Порошенко. Согласно данным киевской полиции, митинг собрал 2,5 тысячи людей, организаторы же заявили о 50 тысячах. 11 декабря Печерский районный суд города Киева отказался арестовать Михаила Саакашвили на время расследования, и по окончании суда лидер «Движения новых сил» вышел на свободу.
23 июня 2019 года Центральная избирательная комиссия Украины отказала членам партии в регистрации на июльских парламентских выборах, поскольку, как утверждается, съезд партии 10 июня нарушил устав партии. Через два дня Административный суд Киева отменил это решение Центральной избирательной комиссии Украины.
19 июля 2019 года лидер партии Михаил Саакашвили призвал своих сторонников на внеочередных выборах в парламент проголосовать за партию «Слуга народа».

## Идеология
28 июня 2017 года лидер партии Михаил Саакашвили в эфире программы «Другая Украина» на телеканале ZIK представил «План спасения Украины за 70 дней» (5 сессионных недель после досрочных выборов).

### 1-я сессионная неделя

#### Реформа политической системы
- Закон об импичменте Президента
- Снятие депутатской неприкосновенности, введение процедуры отзыва депутатов
- Новый закон о выборах народных депутатов
- Запрет олигархам владеть телеканалами
- Сокрушительный удар по коррупции
- Создание антикоррупционных судов
- Отмена залога для коррупционеров
- Смягчения наказания в обмен на возврат активов и разоблачение сообщников
- Запрет прокуратуре, СБУ и полиции давить на бизнес, создание финансовой полиции[23]

### 2-я сессионная неделя

#### Закон об экономической свободе
- Сокращение 80 % разрешений, лицензий и регуляций
- Свободное движение капитала
- Легкий старт бизнеса
- Свободный доступ к административным услугам государства
- Гарантия прав собственности и цивилизованный рынок земли[23]

#### Перезагрузка государственной службы
- Сокращение функций исполнительной власти и автоматизация управленческого процесса
- Роспуск областных и районных государственных администраций
- Ликвидация ненужных коррумпированных контролирующих органов
- Полное обновление штата чиновников
- Повышение зарплат госслужащим, отобранным по новым правилам[23]

### 3-я сессионная неделя

#### Уничтожение монополий
- Ликвидация монополий в электроэнергетике, нефтегазовой сфере, транспортной системе, ЖКХ
- Создание конкурентных механизмов доступа к природным ресурсам — недрам, лесам, земле
- Отмена преференций и налоговых и тарифных льгот для олигархов
- Создание независимых регуляторов в энергетике и на транспорте[23]

#### Налоговая и таможенная реформа
- Уменьшение количества налогов и ставок пошлины
- Автоматизация и упрощение налоговой отчетности
- Уменьшение налоговой нагрузки на труд с 42 % до 20 %
- Достижение быстроты и удешевления растаможки автотранспортных средств[23]

### 4-я сессионная неделя

#### Внешняя политика
- Законодательное признание ДНР и ЛНР оккупированными территориями и запрет любой торговли с ними
- Замена постсоветского генералитета на высококвалифицированных командиров, проявивших себя в войне
- Закон о восстановлении инфраструктуры Донбасса
- Ликвидация «Укроборонпрома» и принятие новой программы вооружений[23]

#### Инфраструктура
- Увеличение государственных инвестиций в строительство дорог и восстановление региональных аэропортов
- Начало приватизации морских портов с привлечением крупнейших компаний мира и ликвидация АМПУ
- Ликвидация Укравтодора и антикоррупционная зачистка Укрзализныци
- Открытие доступа иностранным строительным компаниям на рынок Украины[23]

### 5-я сессионная неделя

#### Здравоохранение
- Закон о страховой медицине
- Неотложная реформа экстренной медицины
- Программа «Доступная медицина в сельской местности»
- Принятие генерального плана построения 500 современных больниц[23]

#### Образование
- Конкурентное образование
- Введение реальной автономии учебных заведений и ликвидация районо и прочих бюрократических надстроек
- Устранение входных барьеров для частных учебных заведений
- Финансирование по принципу «деньги следуют за студентом»
- Стипендии лучшим студентам на обучение в лучших университетах мира[23]